# Seven Sudamericano Femenino 2008
El Seven Sudamericano Femenino del 2008 se jugó en enero en Uruguay. Se trató de la cuarta edición del torneo que organiza la Confederación Sudamericana de Rugby y que además otorgó un cupo para el mundial del año siguiente de la especialidad.
A pesar de que el evento se dio a conocer como Seven CONSUR de Punta del Este 2008 los 18 partidos se llevaron a cabo en el Estadio Domingo Burgueño Miguel en la lindante ciudad de Maldonado.

## Equipos participantes
- Selección femenina de rugby 7 de Argentina (Las Pumas)
- Selección femenina de rugby 7 de Brasil (Las Vitória-régia)
- Selección femenina de rugby 7 de Chile (Las Cóndores)
- Selección femenina de rugby 7 de Colombia (Las Tucanes)
- Selección femenina de rugby 7 de Paraguay (Las Yacarés)
- Selección femenina de rugby 7 de Perú (Las Tumis)
- Selección femenina de rugby 7 de Uruguay (Las Teras)
- Selección femenina de rugby 7 de Venezuela (Las Orquídeas)

## Clasificación[2]

### Grupo A

#### Posiciones
| Pos. | Equipo    | Encuentros | Encuentros | Encuentros | Encuentros | Tantos  | Tantos    | Tantos     | Puntos |
| Pos. | Equipo    | jugados    | ganados    | empatados  | perdidos   | a favor | en contra | diferencia | Puntos |
| ---- | --------- | ---------- | ---------- | ---------- | ---------- | ------- | --------- | ---------- | ------ |
| 1    | Brasil    | 3          | 3          | 0          | 0          | 119     | 0         | + 119      | 9      |
| 2    | Argentina | 3          | 1          | 1          | 1          | 37      | 30        | + 7        | 4      |
| 3    | Chile     | 3          | 1          | 1          | 1          | 22      | 43        | - 21       | 4      |
| 4    | Paraguay  | 3          | 0          | 0          | 3          | 6       | 111       | - 105      | 0      |

Nota: Se otorgan 3 puntos al equipo que gane un partido, 1 al que empate y 0 al que pierda
|  | Clasificados a Semifinales de Oro |

|  | Clasificados a Semifinales de Bronce |

#### Resultados
| 18 de enero 14:00 | Brasil | 38 - 0 | Chile | Estadio Domingo Burgueño Miguel, Maldonado, Uruguay |  |

| 18 de enero 15:40 | Argentina | 32 - 6 | Paraguay | Estadio Domingo Burgueño Miguel, Maldonado, Uruguay |  |

| 18 de enero 17:20 | Brasil | 62 - 0 | Paraguay | Estadio Domingo Burgueño Miguel, Maldonado, Uruguay |  |

| 18 de enero 19:00 | Argentina | 5 - 5 | Chile | Estadio Domingo Burgueño Miguel, Maldonado, Uruguay |  |

| 18 de enero 20:40 | Chile | 17 - 0 | Paraguay | Estadio Domingo Burgueño Miguel, Maldonado, Uruguay |  |

| 18 de enero 22:20 | Brasil | 19 - 0 | Argentina | Estadio Domingo Burgueño Miguel, Maldonado, Uruguay |  |

### Grupo B

#### Posiciones
| Pos. | Equipo    | Encuentros | Encuentros | Encuentros | Encuentros | Tantos  | Tantos    | Tantos     | Puntos |
| Pos. | Equipo    | jugados    | ganados    | empatados  | perdidos   | a favor | en contra | diferencia | Puntos |
| ---- | --------- | ---------- | ---------- | ---------- | ---------- | ------- | --------- | ---------- | ------ |
| 1    | Uruguay   | 3          | 3          | 0          | 0          | 51      | 15        | + 36       | 9      |
| 2    | Venezuela | 3          | 2          | 0          | 1          | 58      | 27        | + 31       | 6      |
| 3    | Colombia  | 3          | 1          | 0          | 2          | 42      | 36        | + 6        | 3      |
| 4    | Perú      | 3          | 0          | 0          | 3          | 5       | 78        | - 73       | 0      |

Nota: Se otorgan 3 puntos al equipo que gane un partido, 1 al que empate y 0 al que pierda
|  | Clasificados a Semifinales de Oro |

|  | Clasificados a Semifinales de Bronce |

#### Resultados
| 18 de enero 14:50 | Colombia | 10 - 12 | Uruguay | Estadio Domingo Burgueño Miguel, Maldonado, Uruguay |  |

| 18 de enero 16:30 | Venezuela | 34 - 0 | Perú | Estadio Domingo Burgueño Miguel, Maldonado, Uruguay |  |

| 18 de enero 18:10 | Colombia | 22 - 0 | Perú | Estadio Domingo Burgueño Miguel, Maldonado, Uruguay |  |

| 18 de enero 19:50 | Venezuela | 0 - 17 | Uruguay | Estadio Domingo Burgueño Miguel, Maldonado, Uruguay |  |

| 18 de enero 21:30 | Uruguay | 22 - 5 | Perú | Estadio Domingo Burgueño Miguel, Maldonado, Uruguay |  |

| 18 de enero 23:10 | Colombia | 10 - 24 | Venezuela | Estadio Domingo Burgueño Miguel, Maldonado, Uruguay |  |

## Play-off

### Semifinales

#### Semifinales de Bronce
| 19 de enero 17:05 | Chile | 19 - 0 | Perú | Estadio Domingo Burgueño Miguel, Maldonado, Uruguay |  |

| 19 de enero 17:30 | Colombia | 31 - 0 | Paraguay | Estadio Domingo Burgueño Miguel, Maldonado, Uruguay |  |

#### Semifinales de Oro
| 19 de enero 15:50 | Brasil | 24 - 0 | Venezuela | Estadio Domingo Burgueño Miguel, Maldonado, Uruguay |  |

| 19 de enero 16:15 | Uruguay | 7 - 12 | Argentina | Estadio Domingo Burgueño Miguel, Maldonado, Uruguay |  |

### Finales

#### 7º puesto
| 19 de enero 18:20 | Perú | 15 - 10 | Paraguay | Estadio Domingo Burgueño Miguel, Maldonado, Uruguay |  |

#### Final de Bronce
| 19 de enero 18:45 | Chile | 7 - 17 | Colombia | Estadio Domingo Burgueño Miguel, Maldonado, Uruguay |  |

#### Final de Plata
| 19 de enero 20:10 | Venezuela | 15 - 5 | Uruguay | Estadio Domingo Burgueño Miguel, Maldonado, Uruguay |  |

#### Final de Oro
| 19 de enero 20:35 | Brasil | 45 - 0 | Argentina | Estadio Domingo Burgueño Miguel, Maldonado, Uruguay |  |

| Bandera de Brasil |
| Campeón Brasil    |
| Cuarto título     |

## Posiciones finales[3]
| Posición | Selección |
| -------- | --------- |
| 1        | Brasil    |
| 2        | Argentina |
| 3        | Venezuela |
| 4        | Uruguay   |
| 5        | Colombia  |
| 6        | Chile     |
| 7        | Perú      |
| 8        | Paraguay  |

## Clasificación aCopa del Mundo de Rugby 7
La selección de Brasil fue la única representante femenina sudamericana en la Copa del Mundo de Rugby 7 de 2009 a disputarse en Dubái gracias a la conquista del título.